# Demencia asociada al alcohol
La demencia asociada al alcohol (conocida por su sigla en inglés: ARD) es aquella causada por el reiterado abuso de alcohol o el alcoholismo. Es la consecuencia neurológica más grave que produce el daño cerebral asociado al alcohol.

## Terminología
La demencia relacionada con el alcohol es un término amplio que actualmente se prefiere entre los profesionales médicos. El enfermo tiene dificultades con las tareas diarias debido al daño en su cerebro, causado por beber demasiado alcohol regularmente durante muchos años. Esto afecta la memoria, el aprendizaje y otras funciones mentales. El síndrome de Korsakoff y el síndrome de Wernicke-Korsakoff, llamada «cerebro húmedo», son formas particulares de lesión cerebral relacionada con el alcohol que se caracterizan por la pérdida de memoria a corto plazo y la deficiencia de vitamina B1. Muchos expertos utilizan el término «demencia por alcohol» para describir una forma específica de ARD, caracterizada por una función ejecutiva deteriorada (planificación, pensamiento y juicio). Los pacientes con ARD a menudo tienen síntomas de ambas formas, es decir, deterioro de la capacidad para planificar, apatía y pérdida de memoria. ARD puede ocurrir con otras formas de demencia (demencia mixta).
En muchos sitios web no médicos, los términos cerebro húmedo y demencia relacionada con el alcohol a menudo se usan indistintamente, lo que crea una gran confusión.

## Sintomatología
La demencia relacionada con el alcohol se presenta como un deterioro global de la función intelectual sin que la memoria se vea afectada específicamente, pero puede ocurrir con otras formas de demencia, lo que da como resultado una amplia gama de síntomas. Ciertos individuos con demencia relacionada con el alcohol presentan daños en los lóbulos frontales del cerebro que causan desinhibición, pérdida de las funciones ejecutivas y de planificación, y una indiferencia por las consecuencias de su comportamiento. Otros tipos de demencia relacionada con el alcohol, como la encefalopatía de Wernicke, causan la destrucción de ciertas áreas del cerebro, donde los cambios en la memoria, principalmente la pérdida de la memoria a corto plazo, son el síntoma principal. La mayoría de las presentaciones de la demencia alcohólica se encuentran en algún punto del espectro entre la demencia global y el síndrome de Kórsakov.
Las personas afectadas por la demencia relacionada con el alcohol pueden desarrollar problemas de memoria, deterioro del lenguaje e incapacidad para realizar tareas motoras complejas, como vestirse. El consumo excesivo de alcohol también daña los nervios de los brazos y las piernas, es decir, la neuropatía periférica, así como el cerebelo que controla la coordinación, lo que lleva al desarrollo de la ataxia cerebelar. Estos pacientes frecuentemente tienen problemas con la sensibilidad en sus extremidades y pueden mostrar inestabilidad en sus pies.
La demencia relacionada con el alcohol puede producir una variedad de problemas psiquiátricos que incluyen psicosis (desconexión de la realidad), depresión, ansiedad y cambios de personalidad. Los pacientes a menudo desarrollan apatía, relacionada con el daño del lóbulo frontal, que puede simular depresión y puede ser difícil diferenciarlas.

## Fisiopatología
Los estudios epidemiológicos muestran una asociación entre la intoxicación por alcohol a largo plazo y la demencia. El alcohol puede dañar el cerebro directamente como neurotoxina o puede dañarlo indirectamente al causar desnutrición, principalmente una pérdida de vitamina B1. El abuso del alcohol es común en la tercera edad y la ARD está infradiagnosticada.

## Diagnóstico
Los signos y síntomas de la demencia relacionada con el alcohol son esencialmente los mismos que los síntomas presentes en otros tipos de demencia, lo que dificulta el diagnóstico de la demencia relacionada con el alcohol. Hay muy pocas diferencias cualitativas entre la demencia alcohólica y la enfermedad de Alzheimer y, por lo tanto, es difícil distinguirlas. Algunas de estas señales de advertencia pueden incluir pérdida de memoria, dificultad para realizar tareas familiares, juicio pobre o deteriorado y problemas con el lenguaje. Sin embargo, el mayor indicador son los amigos o familiares que informan cambios en la personalidad.
Una prueba simple para la función intelectual, como el Mini-examen del estado mental de Folstein, es la pantalla mínima para la demencia. La prueba requiere de 15 a 20 minutos para administrarse y está disponible en los centros de salud mental.
El diagnóstico de la demencia relacionada con el alcohol puede ser difícil debido a la amplia gama de síntomas y la falta de patología cerebral específica. Por esto debe consultarse inevitablemente el Manual diagnóstico y estadístico de los trastornos mentales.

### Criterios
La existencia de demencia relacionada con el alcohol está ampliamente reconocida, pero no se utiliza con frecuencia como diagnóstico, debido a la falta de criterios diagnósticos no subjetivos ampliamente aceptados; se necesita más investigación. Los criterios para la demencia persistente inducida por el alcohol en el Manual Diagnóstico y Estadístico de los Trastornos Mentales (DSM-IV) incluyen los siguientes:
A. El desarrollo de múltiples déficits cognitivos manifestados por ambos:
1. Deterioro de la memoria (deterioro de la capacidad para aprender nueva información o para recordar información previamente aprendida)
2. Uno (o más) de los siguientes trastornos cognitivos:

- (a) Afasia (perturbación del lenguaje)
- (b) Apraxia (alteración de la capacidad para realizar actividades motoras a pesar de la función motora intacta)
- (c) Agnosia (falla para reconocer o identificar objetos a pesar de la función sensorial intacta)
- (d) Alteración en el funcionamiento ejecutivo (es decir, planificación, organización, secuenciación, abstracción)

B. Cada uno de los déficits cognitivos en los criterios A1 y A2 causa un deterioro significativo en el funcionamiento social u ocupacional y representa una disminución significativa de un nivel de funcionamiento anterior.
C. Los déficits no ocurren exclusivamente durante el curso de un delirio y persisten más allá de la duración habitual de la intoxicación o abstinencia de sustancias.
D. Hay evidencia a partir de la historia clínica, el examen físico o los hallazgos de laboratorio de que los déficits están etiológicamente relacionados con los efectos persistentes del consumo de sustancias.
Hay problemas con los criterios de diagnóstico del DSM. En primer lugar, son vagos y subjetivos. Además, los criterios para el diagnóstico de demencia se inspiraron en la presentación clínica de la enfermedad de Alzheimer y están poco adaptados al diagnóstico de otras demencias. Esto ha llevado a los esfuerzos para desarrollar mejores modelos de diagnóstico.
Oslin en 1998 propuso criterios diagnósticos clínicos alternativos que fueron validados. Estos incluyen un diagnóstico clínico de demencia al menos 60 días después de la última exposición al alcohol, un consumo significativo de alcohol (es decir, un mínimo de 35 bebidas estándar por semana para hombres y 28 para mujeres) durante más de cinco años y un consumo significativo de alcohol dentro de los tres años de la aparición inicial de los déficits cognitivos.
Clasificación de Oslin:
A. Los criterios para el diagnóstico clínico de demencia probable relacionada con el alcohol incluyen los siguientes:
1. Un diagnóstico clínico de demencia al menos 60 días después de la última exposición al alcohol.
2. Consumo significativo de alcohol definido por un promedio mínimo de 35 tragos estándar por semana para hombres (28 para mujeres) durante más de un período de cinco años. El período de consumo significativo de alcohol debe ocurrir dentro de los tres años posteriores al inicio de la demencia.

B. El diagnóstico de demencia relacionada con el alcohol está respaldado por la presencia de cualquiera de los siguientes
1. Enfermedades hepáticas, pancreáticas, gastrointestinales, cardiovasculares o renales relacionadas con el alcohol, es decir, otros daños en órganos diana.
2. Ataxia o polineuropatía sensorial periférica (no atribuida a otras causas).
3. Más allá de los 60 días de abstinencia, el deterioro cognitivo se estabiliza o mejora.
4. Después de 60 días de abstinencia, cualquier evidencia de neuroimagen de dilatación ventricular o sulcal mejora.
5. Evidencia de neuroimagen de atrofia cerebelosa, especialmente en el vermis.

C. Las siguientes características clínicas ponen en duda el diagnóstico de demencia relacionada con el alcohol
1. La presencia de alteraciones del lenguaje, especialmente disnomia o anomia.
2. la presencia de signos o síntomas neurológicos focales (excepto ataxia o polineuropatía sensorial periférica).
3. Evidencia de neuroimagen de infarto cortical o subcortical, hematoma subdural u otra patología cerebral focal.
4. Puntuación elevada en la escala de isquemia de Hachinski.

D. Las características clínicas que no respaldan ni ponen en duda el diagnóstico de demencia relacionada con el alcohol incluyeron:
1. Evidencia de neuroimagen de atrofia cortical.
2. La presencia de lesiones periventriculares o de sustancia blanca profunda en las neuroimágenes en ausencia de infarto(s) focal(es).
3. La presencia del alelo de la apolipoproteína c4.

Los retiros múltiples y el consumo abusivo de alcohol pueden exacerbar significativamente los déficits cognitivos. Las personas mayores tienen un mayor riesgo de cambios cognitivos.

## Tratamiento
La ARD se trata con la abstinencia del consumo de alcohol y una eterna sobriedad.
Iniciada la abstinencia, muchas deficiencias a menudo se resuelven en tan solo una semana, pero la recuperación gradual adicional de las capacidades cognitivas; la función ejecutiva, la memoria de trabajo, el deterioro de la percepción y el deterioro motor; puede tardar años. La recuperación de las habilidades cognitivas parece correlacionarse con los niveles de ingesta recientes y la duración de la abstinencia, más que con la ingesta acumulada de alcohol a lo largo de la vida.
A mayor edad hay menos probabilidades de recuperarse por completo después de dejar de consumir alcohol.

## Epidemiología
El inicio de la demencia por alcohol puede ocurrir tan pronto como a los 30 años, aunque es mucho más común que la demencia se manifieste entre los 50 y los 70 años. El inicio y la gravedad de este tipo de demencia está directamente relacionado con la cantidad de alcohol que una persona consume a lo largo de su vida.
El sexo parece ser un factor de riesgo para el deterioro cognitivo, siendo las mujeres más susceptibles a pesar de la menor ingesta de alcohol.

## Casos notables
El actor británico Richard Burton padeció alcoholismo y murió a los 58 años, debido a una hemorragia intracerebral.
El animador australiano Graham Kennedy fue diagnosticado con ADR, se anunció tras su muerte en 2005.